# West-Eastern Divan Orchestra
Le West-Eastern Divan Orchestra (« Orchestre du Divan occidental-oriental ») est un orchestre symphonique fondé en 1999 par Daniel Barenboim, qui a la particularité de réunir chaque été environ 80 jeunes instrumentistes d'Israël et des États arabes voisins (Syrie, Liban, Égypte, Jordanie) , qui viennent en Europe se former et jouer ensemble.

## Histoire
L'orchestre est le fruit d'une initiative du pianiste et chef d'orchestre juif israélo-argentin Daniel Barenboim et de l'écrivain chrétien américano-palestinien Edward Saïd pour promouvoir le dialogue et la paix entre Israéliens et Palestiniens, et plus largement dans la région. Le nom du West-Eastern Divan Orchestra est choisi en référence au Divan occidental-oriental, recueil de poèmes de Johann Wolfgang von Goethe, lui-même inspiré par le diwan du poète persan Chams ad-Din Mohammad Hafez-e Chirazi. Il se forme en 1999 à Weimar à l'occasion du 250e anniversaire de la naissance de Goethe. D'abord basé à Weimar pendant les deux premières années, il obtient en 2001 le soutien de l'Orchestre symphonique de Chicago, dont Daniel Barenboïm était à l'époque le directeur musical. Depuis 2002, c'est le gouvernement autonome d'Andalousie et différents mécènes espagnols qui en assurent le financement. 
L'orchestre se réunit chaque été en Espagne, à Séville, où il répète pendant le mois de juillet avant d'entreprendre en août une tournée mondiale (Europe, Amérique du Sud, etc.) sous la baguette de Barenboïm. Tous les mois d'août, ils donnent un concert dans la Waldbühne à Berlin qui fut construite par les nazis pour les jeux olympiques de 1936 et dont les gradins peuvent accueillir 22 000 spectateurs.
Lors de la guerre entre Israël et le Hamas, Daniel Barenboim écrit, dans un message adressé le 10 octobre 2023 aux musiciens du West-Eastern Divan Orchestra et aux étudiants de l'Académie Barenboïm-Saïd : « J'ai suivi les événements de ce week-end avec horreur, et la plus grande préoccupation, alors que j'observe la situation en Israël et Palestine empirer […] L'attaque du Hamas sur la population israélienne civile est un crime atroce, que je condamne fermement. La mort de tant de personnes au sud d'Israël et à Gaza est une tragédie qui marquera durablement ». Les jeunes musiciens israéliens et palestiniens de l'orchestre et de l'académie rongés par l'angoisse tentent de passer au-dessus des tensions pour continuer malgré tout à s'asseoir ensemble aux pupitres.

## Fonctionnement
La résidence de l'orchestre est établie à Pilas, non loin de Séville, dans un ancien couvent.
Pour leur permettre de poursuivre leurs études, les musiciens les plus méritants reçoivent tous les deux ans une bourse de la Fondation Saïd-Barenboïm et de la région autonome d'Andalousie.
Depuis 2003, les musiciens qui participent au stage d'été sont sélectionnés au mois d'avril par Matthias Glander, Axel Wilczok, deux membres de la Staatskapelle, et Tabaté Perlas, l'assistant de Daniel Barenboïm qui est aussi l'administrateur du Divan Orchestra. Durant le stage, les jeunes participants sont encadrés par des musiciens issus de l'Israel Philharmonic Orchestra et de la Staatskapelle.
Le fils cadet de Daniel Barenboïm, Michael, est le premier violon de la formation.

## Programmation

### 2004 et 2005
Un événement hautement symbolique a eu lieu en août 2005 : le premier concert  à Ramallah, en Cisjordanie. Cette manifestation a été soutenue par les ambassades d'Allemagne, de France et surtout d'Espagne, laquelle a fourni un passeport diplomatique espagnol à tous les musiciens. L'orchestre a interprété la Symphonie concertante pour hautbois, clarinette, basson et cor en mi bémol majeur de Mozart et la Symphonie no 5 de Beethoven. Le concert a été retransmis en direct par la chaîne de télévision franco-allemande Arte, et sur France Inter. Il a également fait l'objet d'une publication en CD et DVD (The Ramallah Concert).
Ce concert est le seul qu'a fait l'orchestre dans un pays arabe.
Un an auparavant, un de leurs concerts à Genève avait également été enregistré. Le programme en était le suivant :
- Verdi, ouverture de La Force du destin ;
- Sibelius, Valse triste ;
- Tchaïkovski, Symphonie no 5 en mi majeur op. 64.

L'orchestre a fait l'objet d'un documentaire produit par la chaîne Arte en 2005. Intitulé « Nous ne pouvons qu'atténuer la haine », ce reportage a été réalisé par Paul Smaczny.

### 2006
Le 20 août 2006, l'orchestre s'est produit à l'Alhambra de Grenade, un événement également retransmis en direct par Arte et France Inter. Le programme était le suivant :
- Ludwig van Beethoven, ouverture Léonore III ;
- Giovanni Bottesini, Fantasia pour deux contrebasses sur un thème de Rossini (jouée par une contrebasse et un violoncelle) ;
- Johannes Brahms, Symphonie no 1 en do mineur ;
- Richard Wagner, Prélude de Tristan et Isolde (donné en bis).

### 2008
À l’été 2008, l’orchestre aurait dû se produire à Amman mais, à cause d’un attentat mi-juillet, la prestation retransmise en direct sur Arte le 11 août 2008 s’est tenue à Ravello sur la Côte amalfitaine, en Italie du Sud.
L’ensemble du programme était consacré à Richard Wagner, avec le renfort des chanteurs Waltraud Meier, John Tomlinson et Simon O'Neill. Le détail en était le suivant :
- Ouverture des Maîtres Chanteurs de Nuremberg ;
- Prélude et Mort d’Isolde de Tristan et Isolde, avec Waltraud Meier ;
- Premier acte de La Walkyrie, avec Simon O'Neill, Waltraud Meier, John Tomlinson respectivement dans les rôles de Siegmund, Sieglinde et Hunding.

### 2009
Le 12 août 2009, l'orchestre a joué à guichets fermés Fidelio, l'unique opéra de Ludwig van Beethoven, au Festival de Salzbourg. Le 7 août, il s'était produit au Victoria Hall de Genève à l'initiative de l'amicale arabo-juive de la ville.

### 2012
Lors de la 118e édition des BBC Proms, l'orchestre a présenté un cycle avec l’intégrale des neuf symphonies de Ludwig van Beethoven. Le 29 juillet 2012, à l'occasion de l’ouverture des Jeux olympiques de Londres, le West-Eastern Divan Orchestra a interprété la Neuvième symphonie au Royal Albert Hall.

### 2013
Le 12 août 2013, l’orchestre faisait l’ouverture du Festival de La Roque-d'Anthéron avec le programme suivant, diffusé en direct sur France Musique :
- Prélude de Parsifal de Richard Wagner ;
- Kammerkonzert pour piano, violon et treize instruments à vent d’Alban Berg ;
- Symphonie nº 7 de Ludwig van Beethoven.

### 2015
Le 19 janvier 2015, l’orchestre donnait un concert quelques jours après son inauguration à la Philharmonie de Paris avec le programme suivant :
- Prélude à l’après-midi d’un faune de Claude Debussy ;
- Dérive 2 de Pierre Boulez ;
- Rapsodie espagnole, Alborada del gracioso, Pavane pour une infante défunte et Boléro de Maurice Ravel.

### 2019
Les 22 et 23 octobre 2019, l'orchestre donnait, à l'occasion de son vingtième anniversaire, deux concerts exceptionnels, à guichets fermés, à la Philharmonie de Berlin.
Sous la direction de Daniel Barenboim, et avec Anne-Sophie Mutter et Yo-Yo Ma en solistes, il interprète le Triple Concerto de Beethoven et la neuvième symphonie de Bruckner